# Un voisin d'enfer !
Un voisin d'enfer ! (Böse Nachbarn) est un jeu vidéo de réflexion développé par JoWooD Entertainment et édité par Encore Software, sorti en 2003 sur Windows, GameCube, Xbox, Nintendo DS, iOS et Android.
Il a pour suite Un voisin d'enfer ! 2 : En vacances.

## Synopsis
Woody est un homme ordinaire qui menait une vie heureuse avant que son voisin Rottweiler ne commence à lui pourrir la vie. Bien décidé à se venger, il contacte une équipe de tournage d'une émission de téléréalité qui va le filmer en train de jouer des tours à son voisin et ce sans qu'il se fasse repérer.

## Système de jeu
Le jeu se déroule sous forme d'émission, ou vous incarnez Woody, un type sympa a qui la vie sourit, et ou votre voisin, Rottweiler vous pourrie la vie ! Il est l'heure prendre votre revanche. Votre voisin grognon suis une routine à comprendre et analyser pour présenter les meilleurs tours possible(Par exemple, scier les pieds de sa chaise, mettre du savon par terre pour le faire glisser etc). Vous devez obtenir un max de pourcentage d'audimat pour terminer le niveau. Si vous faites prendre en flagrant délit, c'est perdu !

## Neighbours back From Hell
Le jeu a eu droit à une version remastérisée en HD, avec la suite incluse. Il est sorti en Octobre 2020 sur toutes les plateformes.